# Pflegemanagement
Pflegemanagement bezeichnet eine leitende Berufstätigkeit in deutschen Pflegeeinrichtungen sowie einen Studiengang an deutschen Fachhochschulen.

## Studium in Deutschland
Pflegemanagement wird als geisteswissenschaftlicher Studiengang an Fachhochschulen angeboten. Dieser richtet sich an Pflegefachkräfte, die eine dreijährige Berufsausbildung als Gesundheits- und (Kinder-)Krankenpfleger oder Altenpfleger absolviert haben. Die Ausbildung in einem Pflegeberuf wird jedoch nicht von jeder Fachhochschule vorausgesetzt. Bewerber ohne Pflege-Ausbildung benötigen in der Regel den schulischen Teil der Fachhochschulreife und „berufspraktische Nachweise“ im Grundstudium.
Ziel des Studiums ist es, den Studierenden vertiefte Kenntnisse im Management von Pflegeeinrichtungen zu vermitteln. Die Kenntnisse und Fähigkeiten, welche die Studenten durch diesen Studiengang erwerben, befähigen die Absolventen zur Übernahme von leitenden Funktionen im Gesundheitswesen.
Die Einsatzgebiete eines Pflegemanagement-Absolventen sind vielfältig. Eine Beschäftigung als Pflegedienstleitung ist die am häufigsten anzutreffende Berufstätigkeit. Das Studium des Pflegemanagements wird in Deutschland an 21 Fachhochschulen angeboten und mit einem Bachelor bzw. Master-Studienabschluss absolviert.

## Studieninhalte
- Qualitätsmanagement
- Controlling
- Risikomanagement
- Betriebswirtschaftslehre
- Arbeitsrecht
- Pflegewissenschaft
- Personalmanagement
- Marketing
- Ethik